# Велоспорт на літніх Олімпійських іграх 2012 — маунтінбайк (жінки)
Змагання з крос-кантрі серед жінок на літніх Олімпійських іграх 2012 пройшли 11 серпня на Гадлей Фарм.
Змагалися тридцять велогонщиць з 24-х країн. Перемогу здобула Жулі Брессе з Франції. Сабіне Шпіц з Німеччини здобула срібло і Джорджія Гулд зі США - бронзу.

## Формат змагань
Змагання розпочались о 12:30 масс-стартом і включали шість кіл завдовжки 4.8 км на Гадлей Фарм у Ессексі.

## Розклад змагань
Вказано Британський літній час
| Дата             | Час   | Раунд |
| ---------------- | ----- | ----- |
| Субота 11 серпня | 12:30 | Фінал |

## Результат
Список учасниць опубліковано 26 липня.
| Місце | Спортсмен            | Країна                | Час     |
| ----- | -------------------- | --------------------- | ------- |
| 1     | Жулі Брессе          | Франція (FRA)         | 1:30:52 |
| 2     | Сабіне Шпіц          | Німеччина (GER)       | 1:31:54 |
| 3     | Джорджія Гулд        | США (USA)             | 1:32:00 |
| 4     | Ірина Калентьєва     | Росія (RUS)           | 1:32:33 |
| 5     | Естер Зюсс           | Швейцарія (SUI)       | 1:32:46 |
| 6     | Александра Енген     | Швеція (SWE)          | 1:33:08 |
| 7     | Олександра Давидович | Польща (POL)          | 1:33:20 |
| 8     | Енні Ласт            | Велика Британія (GBR) | 1:33:47 |
| 9     | Кетрін Пендрел       | Канада (CAN)          | 1:34:28 |
| 10    | Таня Жакель          | Словенія (SLO)        | 1:34:41 |
| 11    | Лі Девідсон          | США (USA)             | 1:35:14 |
| 12    | Ши Цінлань           | Китай (CHN)           | 1:35:28 |
| 13    | Яна Беломоіна        | Україна (UKR)         | 1:35:46 |
| 14    | Катержіна Наш        | Чехія (CZE)           | 1:36:22 |
| 15    | Елізабет Осль        | Австрія (AUT)         | 1:36:47 |
| 16    | Адельхайд Морат      | Німеччина (GER)       | 1:37:17 |
| 17    | Ева Лехнер           | Італія (ITA)          | 1:37:36 |
| 18    | Карен Генлен         | Нова Зеландія (NZL)   | 1:37:54 |
| 19    | Катрін Лойманн       | Швейцарія (SUI)       | 1:38:23 |
| 20    | Ріе Катаяма          | Японія (JPN)          | 1:38:26 |
| 21    | Янка Штевкова        | Словаччина (SVK)      | 1:39:05 |
| 22    | Паула Горицька       | Польща (POL)          | 1:39:18 |
| 23    | Блажа Клеменчич      | Словенія (SLO)        | 1:39:42 |
| 24    | Емілі Бетті          | Канада (CAN)          | 1:40:37 |
| 25    | Ребекка Гендерсон    | Австралія (AUS)       | 1:41:35 |
| 26    | Полін Ферран-Прево   | Франція (FRA)         | 1:42:21 |
| 27    | Барбара Бенко        | Угорщина (HUN)        | 1:43:24 |
| 28    | Кендіс Нізлінг       | ПАР (RSA)             | 1:45:03 |
| –     | Ґун-Ріта Дале        | Норвегія (NOR)        | DNF     |
| –     | Лаура Абріль         | Колумбія (COL)        | DNF     |
| –     | Анніка Лангвад       | Данія (DEN)           | DNS     |